# Party Queen
Party Queen è il tredicesimo album studio (ed il quattordicesimo in totale) della cantante giapponese Ayumi Hamasaki. È stato pubblicato il 21 marzo 2012 dalla Avex Trax. L'album è disponibile nei formati CD, CD+DVD, CD+2DVD e Box Set; è stato prodotto anche un Playbutton, come per tutti gli altri album della cantante.

## Singoli
- How Beautiful You Are è il primo singolo estratto dall'album. Pubblicato digitalmente precedentemente all'uscita dell'album, ha raggiunto la posizione #63 nella Billboard Japan Hot 100.[5] È usato come colonna sonora per il popolare dorama giapponese "Saigo Kara Nibanme no Koi".[6]

## Tracce
NaNaNa - 3:41 (Ayumi Hamasaki, corin, CMJK)
Shake It♥ - 3:49 (Ayumi Hamasaki, Bounceback, CMJK)
taskebab - 1:50 (Ayumi Hamasaki, Ohnishi Katsumi)
call - 4:04 (Ayumi Hamasaki, Ohnishi Katsumi, Tasuku)
Letter - 4:41 (Ayumi Hamasaki, Ohnishi Katsumi, Tasuku, Harvey Brough)
reminds me - 5:21 (Ayumi Hamasaki, Nakano Yuta, Tasuku, Harvey Brough)
Return Road - 4:54 (Ayumi Hamasaki, D.A.I, Yuta Nakano)
Tell me why - 3:41 (Ayumi Hamasaki, Hanif Sabzevari, Lene Dissing, Marcus Winther-John, Dimitri Stassos)
a cup of tea - 1:42 (Ayumi Hamasaki, CMJK)
the next LOVE - 4:04 (Ayumi Hamasaki, Timothy Wellard, Yuta Nakano)
Eyes, Smoke, Magic - 4:09 (Ayumi Hamasaki, Timothy Wellard, Yuta Nakano)
Serenade in A minor - 2:18 (Ayumi Hamasaki, Yuta Nakano)
CD+DVD
1. Shake It (Video clip)
2. NaNaNa (Video clip)
3. Return Road (Video clip)
4. How Beautiful You Are (Video clip)
5. Shake It (making of)
6. NaNaNa (making of)
7. Return Road (making of)
8. How Beautiful You Are (making of)

CD+2DVD (Ayumi Hamasaki COUNTDOWN LIVE 2011-2012 ～HOTEL Love songs～)
1. do it again

2. Happening Here

3. insomnia

4. MOON

5. fated

6. feedback

7. NEVER EVER

8. sending mail 

9. machine

10. Sparkle

11. Humming 7/4

12. evolution 

13. RAINBOW

14. November

15. music

16. Ladies Night

17. Party queen

18. Happening Here

19. Love song

20. how beautiful you are

21. Trauma ～ Boys & Girls

22. MY ALL

## Classifiche

### Album
| Classifica                       | Posizione raggiunta |
| -------------------------------- | ------------------- |
| Giappone (Billboard Japan Chart) | 2                   |
| Giappone (Oricon Daily Chart)    | 2                   |
| Giappone (Oricon Weekly Chart)   | 2                   |
| Giappone (Oricon Monthly Chart)  | 4                   |
| World Albums Top 40              | 8                   |

### Singoli
| Anno | Titolo                | Oricon chart | Oricon chart | Oricon chart | Oricon chart | Billboard Japan | Billboard Japan | Billboard Japan   | Reco-choku | Reco-choku       | Certificazioni | Vendite (JPN) |
| Anno | Titolo                | Giornaliero  | Settimanale  | Mensile      | Annuale      | Hot 100         | Hot 100 (Radio) | Hot 100 (Vendite) | Ringtone   | Vendite Digitali | Certificazioni | Vendite (JPN) |
| ---- | --------------------- | ------------ | ------------ | ------------ | ------------ | --------------- | --------------- | ----------------- | ---------- | ---------------- | -------------- | ------------- |
| 2012 | How Beautiful You Are | —            | —            | —            | —            | 63              | —               | —                 | 9          | 3                | —              | —             |

## Date di Pubblicazione
| Nazione       | Data          | Formato                                                     | Etichetta        |
| ------------- | ------------- | ----------------------------------------------------------- | ---------------- |
| Giappone      | 21 marzo 2012 | Digital Download, CD, CD+DVD, CD+2DVD, Box Set, Play Button | Avex Trax        |
| Taiwan        | 23 marzo 2012 | CD, CD+DVD, CD+2DVD                                         | Avex Taiwan      |
| Hong Kong     | 29 marzo 2012 | CD, CD+DVD, CD+2DVD                                         | Avex Asia        |
| Corea del Sud | 4 aprile 2012 | CD+DVD                                                      | SM Entertainment |
| Singapore     | 6 aprile 2012 | CD, CD+DVD                                                  | Avex Asia        |